# Rolls-Royce Conway
El Rolls-Royce RB.80 Conway fue el primer motor de conducción (o turbofán) en el mundo en entrar en servicio. Su desarrollo comenzó en Rolls-Royce en los cuarenta, pero fue utilizado muy brevemente a finales de los cincuenta y comienzos de los sesenta antes de que otros diseños turbofán fuesen introducidos relegándolo al olvido. El Conway fue el motor de algunas versiones del Handley Page Victor, Vickers VC10, Boeing 707-420 y Douglas DC-8-40. El nombre "Conway" es una permutación anglosajona de Rio Conwy, en Gales, manteniendo así la tradición de Rolls de usar nombres de ríos para sus motores a reacción.

## Desarrollo

### Antecedentes
En los primeros motores a reacción estos alcanzaban su límite calentándose y mucho más rápido de lo necesario para proporcionar un empuje eficiente; capturando parte de esta energía para mejorar la eficiencia de combustible. El turbohélice es un ejemplo obvio, que usa una serie de fases de turbina adicional al capturar esta energía en proporcionar movimiento de hélice. Sin embargo hay un salto en eficiencia de giro comparado con una velocidad frontal, así que mientras los turbohélice son motores eficientes, son sólo eficientes a velocidades máximas de  680 km/h.
El concepto básico de la conducción ha sido estudiado desde los primeros días de los diseños de los motores a reacción. Alan Arnold Griffith había propuesto un gran número de diseños diferentes de motores de conducción tan pronto como en la década de los treinta mientras él y Haine Constant mientras intentaban conseguir el motor a reacción de flujo axial trabajando en la Royal Aircraft Establishment. Power Jets de Frank Whittle también estudió un gran número de diseños de conducción. Sin embargo, la necesidad de contar con motores de reacción en servicio durante la guerra implicó que estos trabajos fuesen puestos de lado en favor de los diseños más simples con reducidos tiempos de introducción. El final de la guerra cambió drásticamente las prioridades, y en 1946 Rolls-Royce se mostró de acuerdo en que los motores de aquel momento como el Rolls-Royce Avon estaban lo suficientemente avanzados como para entrar en servicio con nuevos conceptos como la conducción.
Griffith sugirió construir un diseño puramente experimental utilizando partes del Avon y otro motor a reacción experimental, el Tweed. En abril de 1947 un diseño de 5.000 lbf de empuje fue propuesto, pero en los meses siguientes fue modificado para aumentar su empuje logrando un empuje de 9.250 lbf en respuesta a la necesidad de un nuevo motor para motorizar la versión de bajo nivel Mk.2 del bombardero Vickers Valiant. El paso al frente para comenzar la construcción de su diseño mayor fue dado en octubre, bajo el nombre de RB.80.

### Primeros modelos
Durante el desarrollo se decidió efectuar una mayor mejora del diseño básico añadiendo una pieza que se acabaría convirtiendo en común, un compresor de "dos fases". En los primeros diseños el motor generalmente consistía de una serie de etapas de compresor conectado con una o más fases de turbina. Aunque el cambio era mecánicamente simple, tenía la desventaja de reducir la eficiencia del compresor, donde una mayor velocidad de rotación es útil en compresiones más elevadas. En el diseño multifase el compresor está separado en "fases" diseñadas para operar a una velocidad mucho más eficiente, conducido por turbinas separadas en etapas concéntricas.
La nueva versión tenía un compresor de cuatro etapas de baja presión, y un compresor de ocho etapas de alta presión conducido por otra turbina de dos etapas. Actualmente conocido como RCo.2, el trabajo de diseño fue concluido en enero de 1950 y su primer arranque tuvo lugar en julio de 1952 con 10 000 lbf de empuje. En aquel momento el Valiant Pathfinder de bajo nivel fue abandonado, y por ello el primer ejemplar fue predestinado a ser el último también. Sin embargo, probó su efectividad y "funcionó perfectamente durante sus 133 horas de vida."
El trabajo en el RCo.2 fue pronto destinado a un mejor uso. En octubre de 1952 la Royal Air Force efectuó un pedido por el Vickers V-1000, un gran reactor de transporte estratégico. Vickers también se planteó el desarrollo de una versión de pasajeros basado en el mismo diseño del VC-7. El diseño del V-1000 se asemeja a un alargamiento del de Havilland Comet, pero del Valiant toma la configuración de ala. También presenta los anclajes de motor del Comet, que precisaban un motor con una sección de menor tamaño, que limita la capacidad de conducción del motor. En cambio precisa una mayor potencia para mover los 100.000 kg del avión, así que Rolls respondió con el mayor RCo.5.
El nuevo motor era similar al RCo.2 en muchos sentidos, difiriendo sólo en los detalles. El compresor de baja presión ahora tenía seis etapas, y el de alta presión nueve, dirigidos por turbinas de dos y una etapa de turbina respectivamente. El primer RCo.5 arrancó por primera vez en julio de 1953, y consiguió el certificado oficial en agosto de 1955 con 13.000 lbf de empuje. La construcción del prototipo V-1000 estaba en curso en el Wisely de Vicker en verano de 1955 cuando el proyecto entero fue cancelado.

### Versiones producidas
El Conway se salvó una vez más cuando fue elegido para aportar potencia a la variante Handley Page Victor B.2, reemplazando el Armstrong Siddeley Sapphire de los primeros modelos. Para este papel Rolls diseñó un diseño todavía mayor, el RCo.8 de 14.500 lbf, que arrancó por primera vez en enero de 1956. Sin embargo el RCo.8 fue dejado de lado tras recibir un pedido de Trans-Canada Airlines (TCA) para investigar la posibilidad de que un Conway pudiese motorizar un Boeing 707 o un Douglas DC-8, teniendo además ambas compañías interés en la idea. Rolls respondió diseñando un modelo todavía mayor del Conway, el RCo.10 de 16.500 lbf, y ofreciendo la misma habilitación militar RCo.11 para el Victor. El nuevo motor difiere del RCo.8 en tener una nueva "etapa cero" en el frontal del compresor de baja presión, incrementando además el flujo de aire frío alrededor del motor. El RCo.10 voló por primera vez en un Avro Vulcan el 9 de agosto de 1957, seguido por el RCo.11 en el Victor el 20 de febrero de 1959.
Aunque tuvo éxito en su papel, sólo 69 B707 y DC-8 fueron construidos con el Conway, debido principalmente a la entrega del primer motor de conducción estadounidense, el Pratt & Whitney JT3D. Sin embargo el Conway fue exitoso en estos diseños, y fue el primer motor aéreo comercial en ser premiado con la autorización de operar durante periodos de hasta 10 000 horas entre mantenimientos.
Rolls continuó trabajando en el Conway, entregando el RCo.15. Este era similar al primer RCo.12, pero tenía una mayor etapa cero junto con un mayor tamaño. Esto mejoró la eficiencia de consumo de combustible en crucero en un 3% mientras que al mismo tiempo mejoraba el empuje en despegue a 18.500 lbf. Por lo demás los diseños eran similares, y los RCo.12 podían ser reconstruido como RCo.15 durante los mantenimientos.

### Versiones finales
El desarrollo final de las series Conway fue el RCo.42, diseñado específicamente para el Vickers VC10. Rolls incrementó drásticamente el diámetro de la etapa cero para incrementar la conducción de un 25% a un 60% aproximadamente, e incrementó considerablemente el empuje hasta alcanzar las 20.250 lbf. Su primer arranque tuvo lugar en marzo de 1961 y acabó siendo el más exitoso de todos los Conways, motorizando a todos los VC10, los últimos modelos con el RCo.43.

## Diseño
El RCo.12 Conway era un motor turbofán de flujo axial con un reducido ratio de paso de un 25% aproximadamente. Tenía un compresor de baja presión de siete etapas, las seis primeras fabricadas en aluminio y la última de titanio. Detrás de este estaba el compresor de alta presión de nueve etapas, las primeras siete de titanio y las dos últimas de acero. El conducto de conducción estaba también fabricado en titanio. La zona de combustión consistía de diez cámaras de inflamación anulares. El compresor de alta presión estaba conducido por una turbina de dos etapas con aspas de aire frío, seguido por una única turbina para el compresor de baja presión. Los accesorios estaban montados en el frontal del motor, encaminado a que el incremento de diámetro fuese mínimo.
El motor producía 17.150 lbf en despegue, con un peso de 1.950 kg y tenía un consumo específico del 0,712 en empuje de despegue y un 0,87 en crucero.

## Variantes
RCo.11
RCo.12
RCo.17
RCo.42
RCo.43

## Aplicaciones
- Boeing 707-420
- Douglas DC-8-40
- Handley Page Victor
- Vickers VC10

## Especificaciones (Conway)
- tipo = Turbofán
- longitud = 335,53 cm
- diámetro = 94 cm
- peso = 2.000 kg
- compresor = flujo axial
- turbina = flujo axial
- empuje = 17.150 lb (76,3 kN)